# Zeugophora consanguinea
Zeugophora consanguinea är en skalbaggsart som beskrevs av George Robert Crotch 1873. Zeugophora consanguinea ingår i släktet Zeugophora och familjen Megalopodidae. Inga underarter finns listade i Catalogue of Life.